# 石川県道151号水田丸黒瀬線
石川県道151号水田丸黒瀬線（いしかわけんどう151ごう みずたまるくろせせん）とは、石川県加賀市内にある一般県道（石川県道）である。

## 概要
- 起点：石川県加賀市水田丸町チ2番1地先（＝石川県道39号山中伊切線交点）
- 終点：石川県加賀市黒瀬町ニ161番1地先（＝保賀橋詰交差点、国道364号交点）

起点から加賀市立東谷口小学校前を通り、北西に進む。丸山団地交差点で石川県道11号小松山中線に突き当たる。そこから、石川県道11号小松山中線に重複して西へ進み、山代温泉街に入る。山代中橋交差点で石川県道11号小松山中線と分かれて北西に右折し、保賀橋で大聖寺川を渡ると終点である。

## 歴史
- 1960年（昭和35年）10月15日：路線認定。

## 接続道路
- 石川県道39号山中伊切線（加賀市水田丸町：起点）
- 石川県道11号小松山中線（同市上野町・丸山団地交差点）
  - 以下の2路線、石川県道11号小松山中線との重複区間
    - 石川県道150号動橋山代線（同市山代温泉・山代東口交差点）
    - 石川県道147号片山津山代線（同市山代温泉・加茂道交差点）
- 石川県道11号小松山中線（同市山代温泉・山代中橋交差点）
- 国道364号（同市黒瀬町・保賀橋詰交差点：終点）

## 重複区間
- 石川県道11号小松山中線（加賀市上野町・丸山団地交差点 - 同市山代温泉・山代中橋交差点）

## 通過する自治体
- 石川県
  - 加賀市